# あすなろNET
あすなろNET（あすなろネット）は、青森みちのく銀行が青森県内の信用金庫・青森県信用組合・JAバンク青森（青森県内の農協）・東北労働金庫と個別に提携したATM・CD利用手数料無料サービスの名称である。

## 概要

### 対象金融機関
- 青森みちのく銀行
- 青森県内の信用金庫（青い森・東奥）
- 青森県信用組合
- 東北労働金庫
- JAバンク青森
  - 信用事業を営む、青森県内の農協（青森・つがる弘前・相馬村・津軽みらい・つがるにしきた・ごしょつがる・十和田おいらせ・ゆうき青森・おいらせ・八戸）

なお青森みちのく銀行以外の金融機関のカードについては青森みちのく銀行ATMのみ対象となり、信用金庫カードで信用組合ATMを利用する場合等は対象外となる。ただし、別の無料提携サービス（しんきんATMゼロネットサービス等）が適用される場合がある。

### 対象ATM
- 上記対象金融機関が単独で設置しているATM
- 共同ATMの内、上記対象金融機関の何れかが幹事となるATM

## 備考
- サービス開始当初は本サービスに参加していた労働金庫は、青森県労働金庫であった。2003年10月1日に東北6県の労働金庫が合併して東北労働金庫となった際、他の5県の労働金庫の口座並びに管理ATMについても本サービスの対象となり、適用が拡大された。

## 沿革
- 1995年（平成7年）5月 - 青森銀行・あおもり信用金庫・青森県信用組合・青森県信用農業協同組合連合会などにより、「あすなろNET」の取り扱いを開始する。
- 2002年（平成14年）12月2日 - 「あすなろNET」に八戸信用金庫・十和田信用金庫・下北信用金庫が合流し、青森県内全信用金庫との提携が完了する。
- 2003年（平成15年）10月1日 - 青森県労働金庫が宮城労働金庫に吸収合併され解散。宮城労働金庫は東北労働金庫に改称。これに伴い、東北労働金庫との提携に変更され、東北6県の労働金庫に提携範囲を拡大。
- 2008年（平成20年）5月19日 - 十和田信用金庫が八戸信用金庫に合併されたことにより、提携参加金融機関数が同行を含む8金融機関（信用金庫は4金庫）となる。
- 2009年（平成21年）11月9日 - 八戸信用金庫があおもり・下北の2信用金庫と合併し「青い森信用金庫」が発足されたことにより、提携参加金融機関数が同行を含む6金融機関（信用金庫は2金庫）となる。
- 2025年（令和7年）1月1日 - 青森銀行がみちのく銀行を吸収合併し、青森みちのく銀行に改称。

## 店舗外ATMにおける提携金融機関名表示について

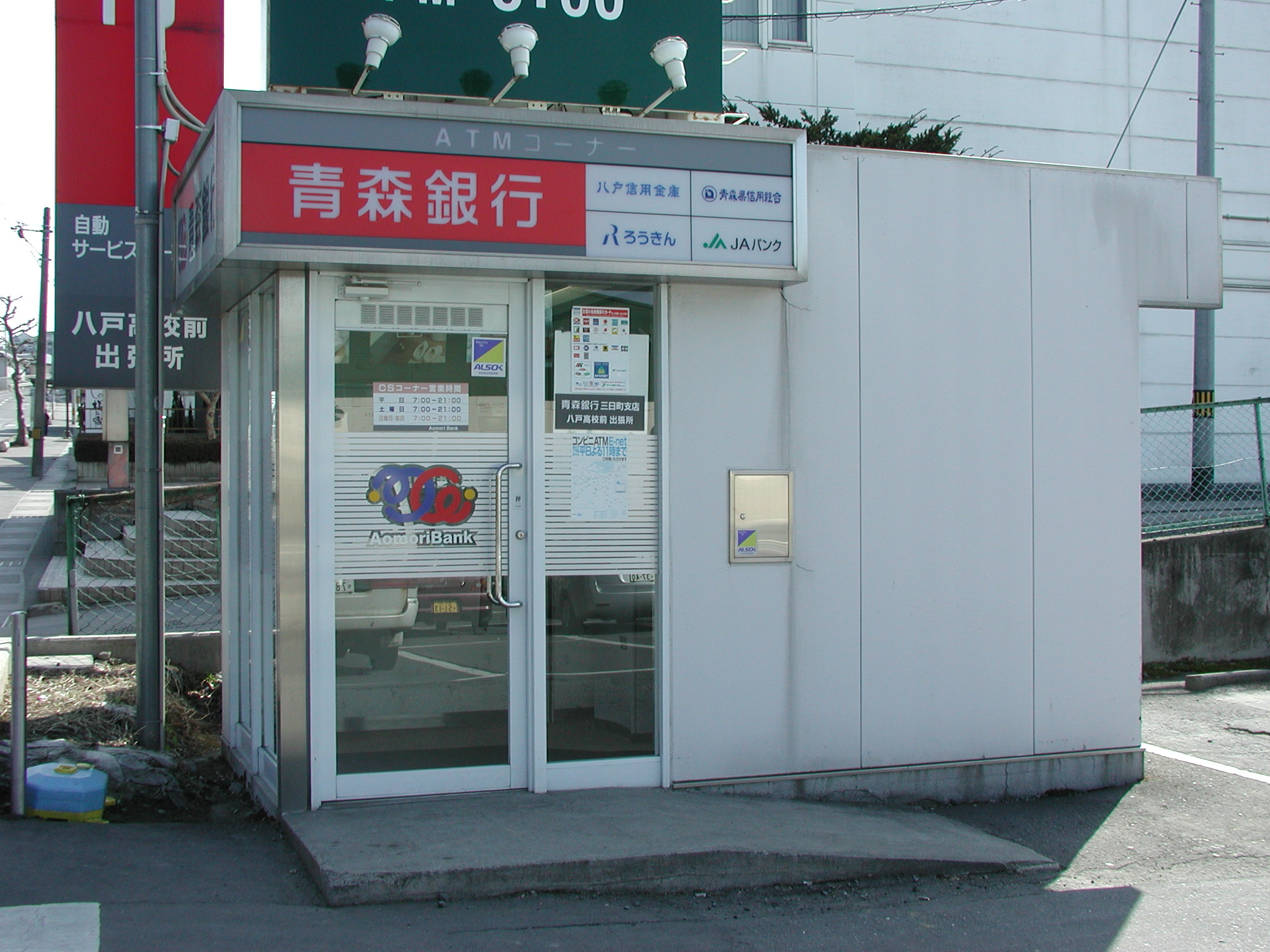
旧青森銀行単独設置の場合の表示の一例（八戸高校前出張所）

2007年10月3日以降、青森市内の一部の単独設置ATMを皮切りに入口上部に提示されている看板を「青森銀行」（2025年以降は、「青森みちのく銀行」）の他に「あすなろNET」提携金融機関のロゴマーク表示を最大4金融機関（ただし信用金庫については当該ATMを本拠とする信金のみ提示）まで表示させる様に書き換えられている。
これはあすなろNETのサービスを知られていない利用者にも配慮し提携手数料無料で利用可能であることを確認させることを目的に、利便性を高める狙いとして実施されることとした。
なおあくまでも青森みちのく銀行単独ATMとなっており、相互相乗りである共同利用ATMのことではない。